# シンガポールのアルメニア人

シンガポールのアルメニア人は、最盛期である1880年代にはおよそ100家族を数えたものの、今日は移住したかあるいはシンガポール社会の一部に溶け込んでいる。アルメニア通りにある聖グレゴリーのアルメニア教会は、シンガポールで初めて建設された教会であり、今日まで残っている。
18世紀までにインド (特にコルコタ) 、ミャンマー、マレー半島 (特にペナンとマラッカ) 、およびジャワにおいて、アルメニア人はみずからアルメニア人コミュニティーを形成した。アリスタキース・サーキーズ商会 (Aristarkies Sarkies Company、1820年 - 1841年) 、アプカー&ステファンズ商会 (Apcar & Stephens Company、1826年 - 1845年) 、マケッチ・M・モーゼス商会 (Mackertich M. Moses Company、1821年 - 1845年) といったアルメニア人貿易商会は、シンガポール経済にあっては傑出していた。1830年代までには、アルメニア人貿易商は土地への投資を始めた。聖グレゴリーのアルメニア教会は、1835年に建設、1836年3月に奉献されたが、シンガポールで最初の教会となった。
1931年の統計では、アルメニア人が81名であることを示していた。アルメニア人の多くはイギリス植民地政府を支持していたため、第二次世界大戦中は日本軍に抑留された。1950年代までに、アルメニア人のローカル・コミュニティーの多くは、オーストラリアに移住したか、シンガポールのより大きなコミュニティーの一部となった。しかしながら、公現祭の期間は、シンガポールとアルメニアの国旗が掲げられる。

## 著名なアルメニア人
キャチック・モーゼス (モーベッシアン) (Catchick Moses (Movessian)) (1812年 - 1895年)は1845年、後に全国的な英字紙となるザ・ストレーツ・タイムズの協同設立者となった。新聞は利益をあげなかったため、1年後には新聞を売却した。キャチック・モーゼスは1895年に死去した。
サーキーズ兄弟 (マーチン・ティグラン・アヴィエット・アシャーク)は、ラッフルズ・ホテルやマレーシア・ペナン島のイースタン・アンド・オリエンタル・ホテル、ミャンマー・ヤンゴンのStrand Hotelなど、東南アジアに複数のホテルを創業したが、シンガポールに移住したのはラッフルズホテルを創業したティグランのみである。
アグネス・ヨアキム (Agnes Joaquim) は、1854年4月7日にシンガポールに生まれた。アグネスは父の死後、一家の長女として10人の兄弟を育てる母を助けた。
彼女は結婚することなく、ヒル通りの聖グレゴリーのアルメニア教会とタンジョン・パガーにある家の庭園での園芸作業で人生を過ごした。1899年、あるフラワー・ショーにて、アグネスはヴァンダ・ミス・ヨアキムという蘭を初めて披露したが、この花で彼女は1等賞と12海峡ドルを獲得した。この時彼女はガンを患っており、3ヶ月後の同年に44歳で死去した。1981年、ヴァンダ・ミス・ヨアキムはシンガポールの国花に指定された。
彼女の墓碑はシンガポールのアルメニア教会に立っており、次のような記載がある。「愛すべきアグネスの記憶において、パルシック・ヨアキムの長女、1854年4月7日生、1899年7月2日没。彼女自身の仕事が、彼女を賞賛させる。汝の十字架以外に、手の中に頼るものなし」。
シンガポール在住のアルメニア人には、2005年よりシンガポールのチェス・ナショナル・チームのコーチを務めるアショット・ナダニアン (Ashot Nadanian) Ashot Nadanianや、2008年よりシンガポール・カメラータ室内オーケストラとタングルウッド音楽学校の指揮者であるゲボルグ・サルキシャンGevorg Sargsyanが含まれる。